# Luis Díaz
Luis Fernando Díaz Marulanda (* 13. ledna 1997 Barrancas) je kolumbijský profesionální fotbalista, který hraje na pozici levého křídelníka či záložníka za Německý  klub Fc bayern mnichov a za kolumbijský národní tým.

## Klubová kariéra

### Atlético Junior
Diaz je odchovancem kolumbijského klubu Atlético Junior. V roce 2016 se přesunul do farmářského klubu Atlética, do klubu Barranquilla FC. Zde debutoval 26. dubna 2016 ve druhé nejvyšší kolumbijské lize. V roce 2017 se vrátil do Atlética Junior, se kterým vyhrál dvakrát Categoría Primera A, jednoukolumbijský pohár a také superpohár.

### FC Porto
V roce 2019 přestoupil do portugalského Porta za poplatek ve výši asi 7 milionů euro. Díaz v klubu debutoval 7. srpna, když nastoupil do utkání předkola Ligy mistrů proti ruskému Krasnodaru. S Portem vyhrál titul v Primeira Lize, podílel se také na vítězství v Taça de Portugal a v Supertaça Cândido de Oliveira. Byl součástí týmu, který v roce 2020 vyhrál domácí double.

### Liverpool
Dne 30. ledna 2022, během reprezentační přestávky, přestoupil Díaz do anglického Liverpoolu za částku okolo 37,5 milionu liber. V klubu podepsal smlouvu do roku 2027.

## Reprezentační kariéra
Díaz debutoval v kolumbijské reprezentaci 11. září 2018 v přátelském zápase proti Argentině, když vystřídal Juana Cuadrada. Svůj první reprezentační gól vstřelil 26. března 2019, a to do sítě Jižní Koreje. Byl součástí týmu, který se na turnaji Copa América 2019 dostal do čtvrtfinále, kde po penaltovém rozstřelu podlehl Chile. Na Copa América 2021 pomohl Kolumbii k třetímu místu 4 branami, a získal tak (společně s Argentincem Lionelem Messim) Zlatou kopačku pro nejlepšího střelce turnaje.

## Statistiky

### Klubové
K 23. lednu 2022
| Kluv            | Sezóna  | Liga                | Liga   | Liga | Národní pohár | Národní pohár | Ligový pohár | Ligový pohár | Kontinentální poháry | Kontinentální poháry | Ostatní | Ostatní | Celkem | Celkem |
| Kluv            | Sezóna  | Liga                | Zápasy | Góly | Zápasy        | Góly          | Zápasy       | Góly         | Zápasy               | Góly                 | Zápasy  | Góly    | Zápasy | Góly   |
| --------------- | ------- | ------------------- | ------ | ---- | ------------- | ------------- | ------------ | ------------ | -------------------- | -------------------- | ------- | ------- | ------ | ------ |
| Barranquilla    | 2016    | Categoría Primera B | 19     | 2    | 2             | 0             | —            | —            | —                    | —                    | —       | —       | 21     | 2      |
| Barranquilla    | 2017    | Categoría Primera B | 15     | 1    | 6             | 0             | —            | —            | —                    | —                    | —       | —       | 21     | 1      |
| Barranquilla    | Celkem  | Celkem              | 34     | 3    | 8             | 0             | —            | —            | —                    | —                    | —       | —       | 42     | 3      |
| Atlético Junior | 2017    | Categoría Primera A | 12     | 0    | 7             | 0             | —            | —            | 4                    | 1                    | —       | —       | 23     | 1      |
| Atlético Junior | 2018    | Categoría Primera A | 38     | 13   | 2             | 0             | —            | —            | 19                   | 3                    | —       | —       | 59     | 16     |
| Atlético Junior | 2019    | Categoría Primera A | 17     | 2    | 2             | 0             | —            | —            | 5                    | 0                    | 2       | 1       | 26     | 3      |
| Atlético Junior | Celkem  | Celkem              | 67     | 15   | 11            | 0             | —            | —            | 28                   | 4                    | 2       | 1       | 108    | 20     |
| Porto           | 2019/20 | Primeira Liga       | 29     | 6    | 6             | 2             | 5            | 2            | 10                   | 4                    | —       | —       | 50     | 14     |
| Porto           | 2020/21 | Primeira Liga       | 30     | 6    | 6             | 1             | 1            | 1            | 9                    | 2                    | 1       | 1       | 47     | 11     |
| Porto           | 2021/22 | Primeira Liga       | 18     | 14   | 3             | 0             | 1            | 0            | 6                    | 2                    | —       | —       | 28     | 16     |
| Porto           | Celkem  | Celkem              | 77     | 26   | 15            | 3             | 7            | 3            | 25                   | 8                    | 1       | 1       | 125    | 41     |
| Celkem          | Celkem  | Celkem              | 178    | 44   | 34            | 3             | 7            | 3            | 53                   | 12                   | 3       | 3       | 275    | 64     |

### Reprezentační
K 28. lednu 2022
| Kolumbie | Kolumbie | Kolumbie |
| Rok      | Zápasy   | Góly     |
| -------- | -------- | -------- |
| 2018     | 1        | 0        |
| 2019     | 13       | 1        |
| 2020     | 2        | 0        |
| 2021     | 15       | 6        |
| 2022     | 1        | 0        |
| Celkem   | 32       | 7        |

#### Reprezentační góly
Skóre a výsledky Kolumbie jsou vždy zapisovány jako první.
| Gól | Datum            | Místo                                                          | Soupeř      | Skóre | Výsledek | Soutěž                                |
| --- | ---------------- | -------------------------------------------------------------- | ----------- | ----- | -------- | ------------------------------------- |
| 1.  | 26. března 2019  | Seoul World Cup Stadium, Soul, Jižní Korea                     | Jižní Korea | 1:1   | 1:2      | Přátelský zápas                       |
| 2.  | 3. června 2021   | Estadio Nacional, Lima, Peru                                   | Peru        | 3:0   | 3:0      | Kvalifikace na Mistrovství světa 2022 |
| 3.  | 23. června 2021  | Estádio Olímpico Nilton Santos, Rio de Janeiro, Brazílie       | Brazílie    | 1:0   | 1:2      | Copa América 2021                     |
| 4.  | 6. července 2021 | Estádio Nacional Mané Garrincha, Brasília, Brazílie            | Argentina   | 1:1   | 1:1      | Copa América 2021                     |
| 5.  | 9. července 2021 | Estádio Nacional Mané Garrincha, Brasília, Brazílie            | Peru        | 2:1   | 3:2      | Copa América 2021                     |
| 6.  | 9. července 2021 | Estádio Nacional Mané Garrincha, Brasília, Brazílie            | Peru        | 3:2   | 3:2      | Copa América 2021                     |
| 7.  | 9. září 2021     | Estadio Metropolitano Roberto Meléndez, Barranquilla, Kolumbie | Chile       | 3:1   | 3:1      | Kvalifikace na Mistrovství světa 2022 |

## Ocenění

### Klubová

#### Atlético Junior
- Categoría Primera A: 2018-II, 2019-I
- Copa Colombia: 2017
- Superliga de Colombia: 2019

#### Porto
- Primeira Liga: 2019/20[17]
- Taça de Portugal: 2019/20[7]
- Supertaça Cândido de Oliveira: 2020[8]

### Individuální
- Zlatá kopačka Copa América: 2021[18]
- Jedenáctka turnaje Copa América: 2021[19]
- Objev turnaje Copa América: 2021[20]
- Hráč měsíce Primeira Ligy: říjen/listopad 2021[21]
- Gól měsíce Primeira Ligy: listopad 2020,[22] říjen/listopad 2021[23]